# Julie Dorus-Gras
Julie Dorus-Gras, född 7 september 1805 i Valenciennes, död 6 februari 1896 i Paris, var en belgisk operasångare, främst verksam i Frankrike.
Hon var dotter till en soldat i Valenciennes, och blev student vid Conservatoire de Paris 1821. Hon gjorde sedan sin debut som konsertsångare i Belgien. 
Hon var engagerad vid Théâtre de la Monnaie i Bryssel 1825-1830. Hon gjorde rollen som Elvire i den berömda föreställningen Den stumma från Portici på Théâtre de la Monnaie i Bryssel 25 augusti 1830, som utlöste den belgiska revolutionen. 
Hon lämnade Belgien på grund av revolutionen och var sedan engagerad vid Parisoperan från 1830 till 1845, där hon hade en framgångsrik karriär, och gjorde även turnéer utomlands, främst i London.